# Leptothorax tebessae
Leptothorax tebessae är en myrart som beskrevs av Auguste-Henri Forel 1890. Leptothorax tebessae ingår i släktet smalmyror, och familjen myror.

## Underarter
Arten delas in i följande underarter:
- L. t. gapsensis
- L. t. tebessae